# Kostrzewa piaskowa
Kostrzewa piaskowa (Festuca psammophila (Hack. ex Celak) Fritsch) – gatunek rośliny z rodziny wiechlinowatych. Występuje w Europie Środkowej – w Niemczech, Czechach, Słowacji, Polsce, krajach bałtyckich, Białorusi i Ukrainie. W Polsce jest gatunkiem nieczęstym; rośnie głównie w pasie wyżyn oraz w dolinach Wisły, Warty i Odry.

## Morfologia
ŁodygaŹdźbło o wysokości 20–60 cm.
LiścieGładkie, owalne, 9–13-nerwowe, o średnicy 0,5–1 mm, nie odpadają zimą od pochew liściowych. Na powierzchni wewnętrznej znajduje się 3–5 trójkątnych żeber. Sklerenchyma w postaci jednolitego pierścienia.
KwiatyZebrane w kłoski o długości 6–8 mm, z nagimi osiami, te z kolei zebrane w wąską wiechę o długości 7–12 cm. Gałązki wiechy faliste, nagie. Plewa dolna dłuższa od połowy długości plewy górnej. Plewka dolna podłużnie jajowata, spiczasta, z krótką ością. Plewka górna z malutkim wycięciem na szczycie.
OwocZiarniak.

## Biologia i ekologia
Bylina, hemikryptofit. Kwitnie od maja do czerwca. Rośnie w murawach napiaskowych. Liczba chromosomów 2n = 14. Gatunek charakterystyczny śródlądowych muraw napiaskowych ze związku Koelerion glaucae oraz zespołu Festuco-Koelerietum glaucae. Gatunek wyróżniający zespołu Corispermo-Plantaginetum.

## Zagrożenia i ochrona
Roślina umieszczona na polskiej czerwonej liście w kategorii NT (bliski zagrożenia).